# José Rivas Mortera
José Arturo Rivas Mortera (Coatzacoalcos, México, 18 de octubre de 1984) es un exfutbolista profesional mexicano que jugó de Defensa central.
Surgido de las fuerzas básicas de los Tigres, Rivas, apodado en México como Palma o Palmera, puede ser habilitado como Lateral izquierdo.

## Trayectoria

### Tigres UANL
Rivas nació el 18 de octubre de 1984 en Coatzacoalcos, Veracruz y a los 18 años se enroló con Tigres y a partir de ese día jamás ha dejado la institución.
La Palma Rivas recibió la oportunidad de ser registrado en el primer equipo de los Tigres de la UANL para el Apertura 2004. Poco a poco se ha ido ganando la confianza de los distintos técnicos que lo han dirigido. 
En el torneo de Clausura 2006 sufre una lesión que lo apartó de las canchas por aproximadamente un año y medio.
En el Apertura 2011 consigue el primer campeonato de su carrera en la Primera División de México con los Tigres de la UANL. Tres años más tarde, junto con los felinos consigue su segundo título en su carrera ahora en la Copa MX Clausura 2014.
Tantos momentos con los felinos, peleas por el descenso, clásico de todos tipos, triunfos históricos, derrotas dolorosas, goles gloriosos y por supuesto los mejores de todos los campeonatos conquistados en el 2011 - 2015 hacen que La Palma sueñe, piense y quiera terminar su carrera enfundado con la playera de Tigres.
En el 2015 sin duda fue el mejor año de Rivas. se ganó la titularidad en el Clausura 2015 supliendo la vacante que dejó el lesionado Juninho. desde que tomó el lugar no se notó la ausencia e incluso lo llegó a hacer mejor. desde ahí se ganó la confianza de Ricardo Ferretti.
En ese mismo año José Rivas decidió estudiar la carrera de Entrenador Técnico con el objetivo de estar ligado al fútbol durante mucho tiempo. El veracruzano sabe que a sus 31 años el retiro como jugador se acerca, sin embargo, el desea permanecer de una u otra forma en el terreno de juego.

“Quiero seguir ligado al futbol y cada vez me gusta más la idea de poder aportar algo a los chicos. También el hecho de haber estudiado me ha permitido aprender cosas diferentes de las que conoces o realizas en la cancha”,
Fueron sus palabras.

En el año 2016, se coronó nuevamente con el equipo de Tigres en el apertura 2016 al vencer al equipo del América en tanda de penales, consiguiendo así su cuarto título como profesional.

## Clubes
| Club                        | País   | Año         |
| --------------------------- | ------ | ----------- |
| Tigres UANL                 | México | 2004 - 2017 |
| Tiburones Rojos de Veracruz | México | 2017 - 2018 |

## Selección nacional
El 10 de octubre de 2015 Rivas debuta con México ingresando al minuto 75' por Rafael Márquez, portando el dorsal 3, en la victoria 3-2 ante los Estados Unidos, siendo el entrenador interino de Ricardo Ferretti.
| Club               | País   | PJ | Goles | Periodo |
| ------------------ | ------ | -- | ----- | ------- |
| Selección Mexicana | México | 2  | 0     | 2015    |

## Palmarés

### Títulos nacionales
| Título               | Club        | País   | Año  |
| -------------------- | ----------- | ------ | ---- |
| Liga MX              | Tigres UANL | México | 2011 |
| Copa MX              | Tigres UANL | México | 2014 |
| Liga MX              | Tigres UANL | México | 2015 |
| Campeón de Campeones | Tigres UANL | México | 2016 |
| Liga MX              | Tigres UANL | México | 2016 |